# Герман фон Балк
Герман фон Балк (*Hermann von Balk, д/н —5 березня 1239) — 1-й ландмейстер Тевтонського ордену в Німеччині в 1219—1230 роках, 1-й ландмейстер Тевтонського ордену в Пруссії в 1229—1239 роках, 1-й магістр Лівонського ордену в 1237—1238 роках. Заклав основу володінням Тевтонського ордену в Німеччині, заснуванню фактично незалежної держави в Пруссії, приєднав лівонські землі.

## Біографія
Походив зі шляхетського роду Блк (Балко) з герцогства Брауншвейг або Сілезії. У 1189 році був учасником Третього хрестового походу, після завершення якого залишився в Палестині. Був одним з перших лицарів-братчиків під час заснування Тевтонського ордену. Невдовзі призначається комтуром ордену шпиталю св. Марії.
У 1219 році отримав посаду ландмейстера Ордену в Німеччині. Багато зробив для розбудови володінь Тевтонського ордену в німецьких землях, створенні комтурства в Марбурзі. 1226 року прибув на запрошення Конрада I, князя Мазовецького, для боротьби проти пруссів. У 1229 році стає ландмейстером Тевтонського ордену в Пруссії. Заклав основи влади Тевтонського ордена в балтійських землях.
У 1230 році залишив посаду ландмейстера в Німеччині. Того ж року захопив у пруссів землю Кулмер, де заснував замок Торн. Навколо Кульму фон Балк створив комтурство. 1232 року заснував замок Орденсбург. 1233 року сприяв наданню статуса міста Торну, Кульму і Орденсбургу. Того ж року отримав право від папи римського Григорія IX на 2/3 прусських земель. Того ж року здійснив похід проти пруссів. 1234 року брав участь у битві на річці Дзежґонь, де пруссам було завдано важкої поразки. Водночас намагався привернути на свій бік вождів пруссів, оскільки перехід останніх до християнства сприяв залишенню власних володінь.
1235 року за підтримки папи римського Григорія IX та Фрідріха III, імператора Священної Римської імперії, приєднав до Тевтонського ордену Добжинський орден. У 1236 році після важкої поразки Ордена мечоносців від литовців у битві при Сауле доклав чималих зусиль для об'єднання Лівонського та Тевтонського орденів. При цьому сприяв залишенню автономного статусу Лівонського ордену. Водночас значно зміцнив Торн і Кульм, сприявши перетвореню цих міст на важливі торговельно-ремісничі центри. Також уклав союз з князем Померано-Тчевським Самбором II проти його брата Святополка II, розраховуючи розширити володіння Ордену в Східній Померанії.
1237 року заснував замок Ельбінг, де надав землі домініканцям. Того ж року організував хрестовий похід проти пруссів, до якого долучилися володарі Саксонії, Бранденбургу і Сілезії. Згодом перетворив Венденський замок на свою резиденцію в Лівонії.
У квітні 1238 року домовився з ризьким єпископом Миколаєм Науеном щодо звільнення від податків Зегевольда і Венденського замку в обмін на виплату єпископству 200 марок сріблом. Того ж року підписав в Стенсбі угоду з Вальдемаром II, королем Данії, за якою узгоджено розподіл земель в Північній Естонії, за яким Лівонія отримала фогтство Йервен. Невдовзі призначив тимчасовим ландмейстером Лівонського ордену Дітріха фон Ґрюнінгена, а сам повернувся до Пруссії.
Помер в березні 1239 року у Вюрцбурзі, куди виїхав на лікування.